# Gertrude Lawrence
Gertrude Lawrence (Londres, 4 de juliol de 1898 - Nova York, 6 de setembre de 1952) va ser una actriu, cantant i ballarina anglesa coneguda per les seves aparicions escèniques al West End de Londres i a Broadway a Nova York que la van fer una de les estrelles més populars dels escenaris britànics i americans.

## Inicis
Lawrence va néixer com a Gertrude Alice Dagmar Klasen, Alexandra Dagmar Lawrence-Klasen, Gertrude Alexandra Dagmar Klasen o alguna variant (les fonts difereixen), d'extracció anglesa i danesa, a Newington, Londres. El seu pare era un basso profondo que actuava amb el nom d'Arthur Lawrence. El seu fort alcoholisme va portar la seva mare, Alice, a abandonar-lo poc després del naixement de Gertrude.
El 1904, el seu padrastre va portar la família a Bognor, a la costa de Sussex, per a les vacances d'agost. Mentre eren allà, van assistir a un concert on es va convidar els assistents a intervenir-hi. A petició de la seva mare, la jove Gertrude va cantar una cançó i va ser recompensada amb un sobirà d'or pel seu esforç. Va ser la seva primera actuació pública.

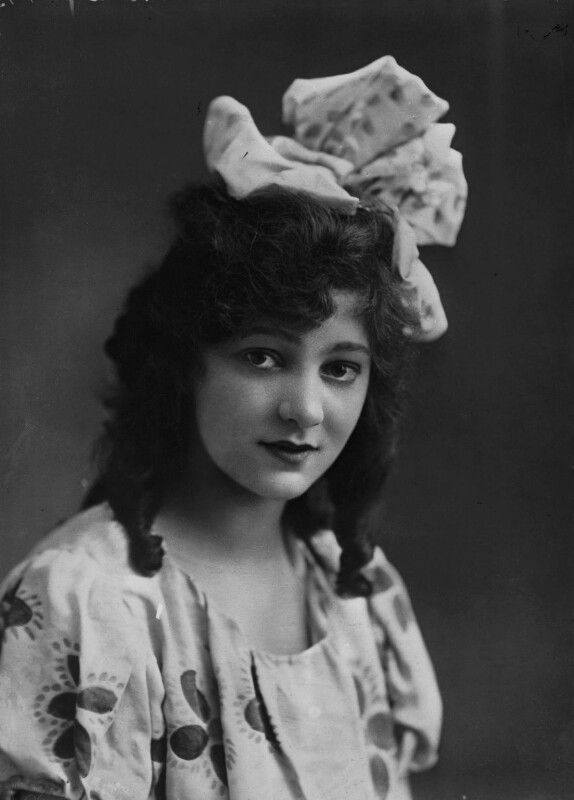
Gertrude Lawrence el 1917

El 1908, per augmentar els escassos ingressos de la família, Alice va acceptar un treball al cor de la pantomima de Nadal al teatre Brixton. Es necessitava un nen que pogués cantar i ballar per arrodonir el conjunt i Alice va oferir voluntàriament la seva filla. Mentre treballava en la producció, Alice va sentir parlar d'Italo Conti, que ensenyava dansa, elocució i els rudiments de la interpretació. Gertrude va fer les audicions per a Conti, que va creure que la nena tenia prou talent com per a garantir les lliçons gratuïtes.
Lawrence es va unir a la producció d'Italo Conti de Where the Rainbow Ends; (La formació de Conti en el repartiment l'hauria portat a formar l'Acadèmia d'Arts del Teatre d'Arts Conti el 1911.) La formació de Conti va conduir a l'aparició de Lawrence al The Miracle de Max Reinhardt a Londres i Fifinella, dirigida per Basil Dean, pel Liverpool Repertory Theatre. En algun moment d'aquest període, la nena va decidir adoptar com a propi el cognom professional del seu pare. Poc després Dean li va donar un paper en la seva pròxima producció, la Hannele de Gerhart Hauptmann, on va conèixer Noël Coward. La seva trobada va ser l'inici d'una estreta i, de vegades tempestuosa, amistat i, probablement, la relació professional més important de totes dues vides.

## Inicis teatrals
Després de Hannele, Lawrence es va tornar a connectar amb el seu pare i van acordar fer gira junts en dues revistes successives, després de les quals Lawrence, ara amb setze anys, va optar per viure al Theatrical Girls 'Club de Soho en lloc de tornar amb la seva mare i el seu padrastre.
Va treballar constantment amb diverses empreses turístiques fins al 1916, quan va ser contractada per l'empresari André Charlot per ser la reserva de Beatrice Lillie i apareixeria en el cor de la seva darrera producció al West End de Londres. Quan va tancar, va assumir el paper de Lillie en la gira, i després va tornar a Londres per suplir la protagonista en una altra producció de Charlot, on va conèixer al director de dansa Francis Gordon-Howley. Tot i que era vint anys més gran que ella, es casarens i poc després van tenir una filla Pamela, nascut el 28 de maig de 1918, que seria l'únic fill de Lawrence. El matrimoni no va ser un èxit i Lawrence va portar Pamela amb ella a la casa de la seva mare a Clapham. La parella va romandre separada però no es va divorciar fins deu anys després.
El 1918, ja sigui durant l'embaràs de Lawrence o poc després de parir, va contreure lumbago. Charlot li va passar dues setmanes per recuperar-se. Va veure a Lawrence en una festa de nit oberta a la invitació d'Ivor Novello dos dies abans que fos donada d'alta per tornar al treball del seu metge. Charlot la va acomiadar immediatament. Quan aparentment el motiu del seu acomiadament es va convertir en coneixement comú entre altres productores teatrals del West End, no va poder trobar feina.
A principis de 1919, Lawrence va acceptar una feina cantant en el programa a Murray's, un popular nightclub de Londres, on va romandre durant els dos anys següents. Mentre actuava allí, va conèixer al capità Philip Astley, un membre de la Household Cavalry. Es va convertir en la seva amiga, escorta i, finalment, amant i li va ensenyar a vestir-se i a comportar-se en l'alta societat.
A la fi de 1920, Lawrence va abandonar Murray i va començar a afegir-se al legítim teatre mentre feia gira en un music hall com a soci del popular cantant Walter Williams. A l'octubre de 1921, Charlot li va demanar que substituís a una dolorosa Beatrice Lillie com a protagonista de la seva darrera producció, A to Z, amb de Jack Buchanan. En ell, els dos van introduir la cançó "Limehouse Blues", que va passar a convertir-se en un dels temes signats de Lawrence.
El 1923, Noël Coward va escriure la seva primera revista musical, London Calling!, específicament per a Lawrence. Charlot va acceptar produir-lo, però va portar a escriptors i compositors més experimentats a treballar en el llibret i a la partitura. Una de les cançons supervivents de Coward va ser "Parisian Pierrot", una melodia que s'identificaria estretament amb Lawrence al llarg de la seva carrera.
L'èxit de l'espectacle va portar al seu productor a crear la André Charlot's London Revue of 1924, que va portar a Broadway amb Lawrence, Lillie, Buchanan i Constance Carpenter. Va tenir tant d'èxit que es va traslladar a un teatre més gran per satisfer la demanda d'entrades i va ampliar la seva estada. Després que es tanqués, el programa va recórrer Estats Units i Canadà, tot i que Lawrence es va veure obligat a abandonar el repartiment quan va contractar una pneumònia doble i una pleuresia i es va veure obligada a passar catorze setmanes en un hospital de Toronto.
Charlot's Revue of 1926, protagonitzada per Lawrence, Lillie i Buchanan, es va estrenar a Broadway a finals de 1925. En la seva crítica, Alexander Woollcott va destacar a Lawrence, titllant-la de «la personificació de l'estil i la sofisticació» i «l'estrella ideal». Com la seva predecessora, va recórrer després de la carrera de Broadway. Va resultar ser l'últim projecte de Lawrence amb Charlot. El novembre de 1926, es va convertir en la primera intèrpret britànica a protagonitzar un musical nord-americà a Broadway quan va estrenar Oh, Kay!, amb música de George Gershwin, lletra de Ira Gershwin, i un llibret de Guy Bolton i PG Wodehouse. Després de 256 funcions, el musical es va obrir al West End, on es va fer durant 213 actuacions.

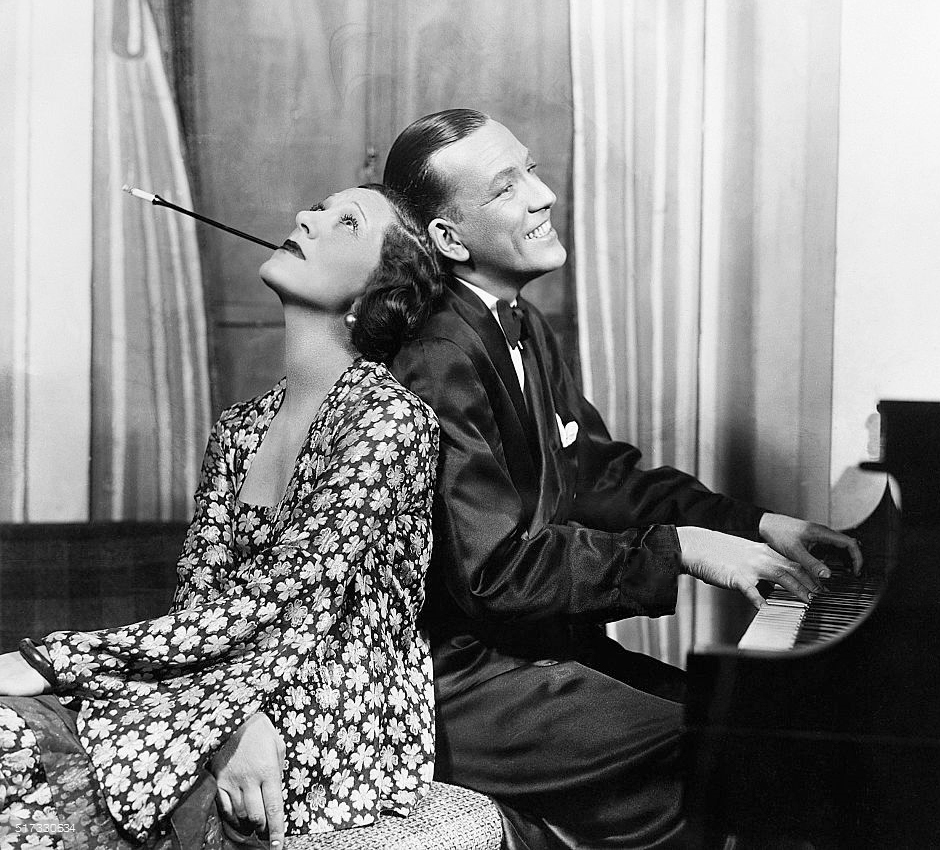
Gertrude Lawrence i Noël Coward a Private Lives, un èxit al Regne Unit i als Estats Units.

Quan Lawrence es va relacionar romànticament amb el banquer de Wall Street, Bert Taylor el 1927, Astley va proposar-li matrimoni, una oferta que Lawrence va rebutjar perquè sabia que Astley esperaria que abandonés l'escenari i s'instal·lés a l'Anglaterra rural. Els dos van romandre pròxims fins que es va casar amb l'actriu Madeleine Carroll el 1931. Quan Lawrence es va divorciar de Gordon-Howley, ella i Taylor es van dedicar a la seva vida i van romandre dos anys, amb la qual cosa van gaudir d'una vida social separada de l'altra.
El 1928, Lawrence va tornar a Broadway davant de Clifton Webb a Treasure Girl, una obra de Gershwin que confiava que tindria un gran èxit. Anticipant una llarga carrera, va arribar a Nova York amb la seva filla Pamela, una criada personal i dos cotxes, i es va instal·lar en un pis a Park Avenue. Els seus instints sobre el musical eren equivocats; el públic va tenir dificultats per acceptar-la com una dona avariciosa que fa xantatge al seu amant per partida doble i va rutllar només per 68 actuacions. Va protagonitzar al costat de Leslie Howard  Candle Light, una obra austríaca adaptada per Wodehouse, el 1929, i el 1931 ella i Noël Coward van triomfar en la seva obra Private Lives, primer al Regne Unit, i després a Broadway. El 1930, Johnny Green va compondre la seva cançó més famosa, "Body and Soul", especialment per a Gertrude Lawrence.

## Carrera posterior als escenaris
El 1936, Lawrence i Coward van protagonitzar Tonight at 8.30, un cicle de deu obres de teatre que havia escrit específicament per a ells dos. El 1937 va aparèixer al drama de Rachel Crothers Susan and God, i el 1939 va protagonitzar Skylark, una comèdia de Samson Raphaelson. Lawrence va considerar que l'obra necessitava rodar-se abans d'estrenar-se a Broadway, i es va arreglar una estada al Cape Playhouse de Dennis, Massachusetts. El teatre estava dirigit per Richard Aldrich, i ell i l'actriu van tenir en una relació romàntica. Els dos es van casar el seu aniversari el 1940 i van romandre casats fins a la seva mort el 1952. Tenien cases a Dennis i a Turtle Bay, Manhattan.
El juny de 1941, la filla de Lawrence Pamela es va casar amb un metge de Nova York anomenat William G. Cahan. La cerimònia es va celebrar a la casa de Lawrence i Aldrich de Dennis, Massachusetts. Lawrence va mantenir amistat amb el seu gendre, però va perdre el contacte amb ell després del divorci de 1950 de Pamela, segons la memòria de Cahan publicada el 1992. Lawrence no va tenir cap net durant la seva vida.
Lawrence va tornar a l'escenari musical a Lady in the Dark el 1941. Originalment havia estat planificada com una obra de temes musicals recurrents per a Katharine Cornell per Moss Hart, Kurt Weill i Ira Gershwin, però quan va finalitzar el primer acte va ser clar que era un musical que Cornell va estar d'acord que estava fora de la seva capacitat com a intèrpret. Poc després d'això, Hart es va reunir amb Lawrence a un assaig per obtenir una revisió pensada per recaptar fons per al British War Relief i ell li va oferir el paper de Liza Elliott, una editora de revistes en psicoanàlisi per entendre millor per què tant la seva vida professional com la personal s'omplen d'indecisió.
L'espectacle va ser molt ambiciós i va estendre el talent de l'estrella per cantar, ballar i actuar. La seva actuació va incitar a Richard Watts del New York Herald Tribune a anomenar-la "la màxima intèrpret femenina del teatre americà", i Brooks Atkinson la va qualificar de "deessa" en la seva crítica al New York Times. Va romandre amb el programa durant tot el seu recorregut a Broadway i la seva gira nacional posterior en els pròxims tres anys.
Dècades més tard, Ira Gershwin va explicar a la historiadora del cançoner nord-americà Sheila Davis sobre la contribució que Lawrence va fer a l'hora d'honorar la lletra de la cançó "My Ship" a Lady in the Dark . «Durant un assaig de Lady in the Dark, va escriure Davis, de sobte, Gertrude Lawrence va deixar de cantar la línia mitjana i va cridar a Gershwin, que vigilava des de l'orquestra, "Per què diu "podria esperar quatre anys", per què no cinc o sis?" Per descomptat, la línia era 'jo podia esperar durant anys. El minuciós lletrista va substituir immediatament la lletra per aclarir l'ambigüitat aural.»
El 1945, Lawrence va protagonitzar Eliza Doolittle davant Raymond Massey com Henry Higgins en una revifalla de Pygmalion de George Bernard Shaw, que inicialment es va resistir a la idea que Lawrence interpretés el paper. Després de la carrera de Broadway, va recórrer els Estats Units (incloent-hi una estada a Washington, DC) i Canadà en l'obra fins al maig de 1947.

## Autobiografia
El 1945, Lawrence va publicar l'autobiografia A Star Danced. El seu amic de llarga durada Noël Coward va suggerir més tard que era un relat romanticitzat i no més que factual de la seva vida. L'autora va iniciar-se en una gira de diversos estats pels Estats Units per donar a conèixer el seu llibre, la primera persona que ha participat en aquesta promoció.

## Segona Guerra Mundial
El segon marit de Lawrence, Richard Aldrich, es va convertir en tinent a la marina dels Estats Units durant la Segona Guerra Mundial, durant el qual Lawrence va tenir una invitació permanent a actuar per a les tropes britàniques del cap de la Entertainments National Service Association del Regne Unit. El seu principal obstacle era arribar a la Gran Bretanya des de casa seva a Massachusetts. Aldrich era a l'estranger en aquell moment. A les memòries del 1945, A Star Danced, va recordar,"«Després de setmanes d'espera de més o menys pacients, van repetir sol·licituds tímides, suplicants, urgents i per acabar importat a les autoritats que governen aquest tipus de qüestions a Washington i Londres, i un llast de foc ràpid de telegrames, cables i trucades telefòniques, havia passat. Al final vaig tenir permís per fer allò que feia quatre anys que volia desesperadament fer: anar a Anglaterra i fer una mica de gira per E.N.S.A. »
L'advocat de Lawrence va reservar l'actriu en un vol noliejat de British Airways des de Washington, DC a un aeròdrom a prop de Londres que va durar 36 hores, incloent dues parades de repostatge. Quan Lawrence va pujar a l'avió, va descobrir que ella, Ernest Hemingway i Beatrice Lillie eren un dels pocs passatgers sense passaports diplomàtics. Lawrence i Lillie van ser els únics passatgers femenins. Hores després de l'aterratge a prop de Londres, va actuar amb l'ENSA per a tropes britàniques i nord-americanes que, segons el resultat, s'havien desplegat per als imminents desembarcaments del dia D a Normandia. Aldrich es trobava en una de les esquadres de la Marina nord-americana.
Aldrich va escriure en la seva biografia de 1954 de la seva recent difunta dona:
| « | Va passar amb la primera unitat E.N.S.A. que va entrar a França, realitzant la travessa en una LST (vaixell de desembarcament de tancs). Altres del grup eren Ivor Novello, Margaret Rutherford, Diana Wynyard i Bobbie Andrews. A la seva autobiografia, "A Star Danced", explicava gràficament el seu desembarcament a una platja de Normandia i el progrés de la seva unitat a través de les pobles destrossades, on encara no hi havia aigua ni electricitat. Es van donar espectacles als cinemes destrossats i casinos il·luminats de manera precipitada. Les molèsties físiques: el dormir a les golfes, la manca total de sanejament, el menjar escàs i pobre - Gertrude va poder i va prendre com a la sort de la guerra. El que més la va molestar va ser la ruptura de les comunicacions amb mi. Sempre depenent d'haver rebut cartes freqüents dels que estimava, es retornava i es preocupava perquè no li arribés correu. | » |

Com que les forces aliades van obtenir més victòries al Pacífic Sud més tard aquell any, Lawrence va suportar llargs viatges en avió i condicions perilloses per a actuar davant les tropes. El llibre d'Aldrich inclou una fotografia de Lawrence i dos intèrprets no identificats que es trobaven al costat d'un avió militar a Angaur que els acabava de transportar des d'Ulithi.

## Connexió professional i personal amb Daphne du Maurier
El 1948, Lawrence va tornar a Gran Bretanya per protagonitzar September Tide, una obra escrita expressament per a ella per Daphne du Maurier. El seu paper va ser el d'una dona de mitjana edat originària de Cornwall el gendre del qual, un artista bohemi, s'enamora d'ella. La dramaturga tenia la intenció d'estrenar l'obra a Broadway, però el marit de Lawrence va pensar que era massa britànic per al mercat americà.
Els diaris i revistes londinencs van prestar poca atenció a la seva tornada als escenaris i es va sentir angoixada en descobrir que en un país que lluitava per recuperar-se dels efectes de la Segona Guerra Mundial, el públic ja no estava tan interessat en la vida privada de les estrelles com abans n'havia estat. Abans d'estrenar-se al West End, l'obra va recórrer Blackpool, Leeds, Liverpool i Manchester, on el públic freqüent era format principalment per gent gran que recordava a Lawrence des de la seva primera època. Mentre va fer la gira, va experimentar canvis errats d'ànim i es va enfrontar sovint amb els seus companys de repartiment, inclosos els actors Michael Gough i Bryan Forbes i el grup. L'obra es va estrenar a Londres a mitjan desembre de 1948.
Eric Keown va escriure a Punch la seva tornada "una ocasió per alegrar-se", però va rebutjar l'obra com "una peça artificial de sentiment convencional que deixa inutilitzat el talent de l'actriu". Va romandre amb l'obra fins al juliol de 1949, després va tornar als Estats Units, on va fer el seu paper durant una setmana al teatre del seu marit a Dennis, Massachusetts.
Segons una biografia autoritzada del 1993 de l'autora i dramaturga de Margaret Forster, Lawrence i du Maurier es van convertir en amigues íntimes durant la producció londinenca de September Tide. La naturalesa de la seva relació va quedar clara després de la mort de du Maurier el 1989. Forster cita el Maurier que diu el següent sobre Lawrence c. 1949, «Per ser descaradament vulgar, qualsevol persona amb una espècie d'imaginació preferiria un divan amb Gertrude a un llit de matrimoni amb ella.»
La biògrafa de Lawrence Sheridan Morley es va entrevistar amb du Maurier per al seu llibre de 1981, Gertrude Lawrence. Du Maurier va dir que anomenava a Lawrence amb el sobrenom de "Cendres", per la Ventafocs. O bé, mentre negociava per aparèixer a September Tide o assajava, Lawrence es va allotjar a "un pis a Londres en algun lloc", segons el que va declarar du Maurier a Morley dècades després. Posar a bullir aigua a la seva bullidor de te per a un visitant era estressant per a Lawrence. Du Maurier també li va dir a la biògrafa que s'havia oblidat tot el diàleg que havia escrit per a September Tide i que poc abans de la seva entrevista amb Morley, ella "havia estat a la cerca dels meus prestatges d'una còpia de l'obra ... No recordo com es veia Cinders, què portava, i molt menys el que deia". La contribució de Du Maurier a la biografia de Morley de Lawrence consisteix en poc més que això.
No es va publicar res sobre una connexió personal entre Gertrude Lawrence i Daphne du Maurier durant la vida de Lawrence. Dos anys després de la mort de Lawrence, el seu vidu Richard Aldrich va dir-ho en una biografia més venuda de la seva difunta esposa, Gertrude Lawrence as Mrs. A.: 
| « | Tots els seus trets enginyosos, que podrien resultar molestos i amenaçants, serien arrasats pel seu coratge, la seva clara percepció de la veritat i la compassió divina que podia inundar el seu cor i elevar-la a les altures de la noblesa. Estic segur que sovint estava desconcertada per la rapidesa i la mutabilitat dels seus propis impulsos. Posseïda, com ella, d'una intel·ligència més que intuïtiva que no pas analítica, dubto que realment s'entengués amb claredat, més que la majoria dels que pensaven que la coneixien íntimament. Una excepció en aquest sentit va ser Daphne du Maurier. Durant aquells mesos a Anglaterra [quan September Tide estava en producció], Gertrude i Daphne van formar una càlida amistat, que va continuar ininterrompuda després del retorn de Gertrude a Amèrica. Daphne després va tornar la visita sent la convidada de Gertrude a Nova York. La posterior novel·la més venuda de Daphne, "Mary Anne", estava originalment planificada com a possible vehicle protagonista per Gertrude. A partir dels comentaris publicats després per Daphne, vaig poder reconstruir la imatge completa del conflicte interior de Gertrude durant la seva estada a Londres. Daphne parlava de l'estat d'ànim de Gertrude, de la seva variabilitat, del seu sentit de vaga auto-insatisfacció. Per a altres amics anglesos, Gertrude va parlar amb inquietud de voler romandre a Anglaterra, "on pertanyo". | » |

## Carrera cinematogràfica
Entre 1929 i 1950, Lawrence va aparèixer en només nou pel·lícules. Va debutar a la pantalla el 1929 a The Battle of Paris, que va comptar amb dues cançons de Cole Porter. Paramount Pictures li va oferir la pel·lícula poc després que la producció de Broadway de Treasure Girl es tanqués inesperadament i, sense perspectives de treball escènic en el futur immediat, va acceptar l'oferta. La pel·lícula, protagonitzada per Arthur Treacher i Charles Ruggles, es va rodar al complex Astoria Studio de Paramount a Astoria, Queens. Lawrence interpretava a Georgie, una artista resident a París abans de la Primera Guerra Mundial que es converteix en cantant de cabaret i s'enamora d'un soldat americà. La publicitat de la pel·lícula va emfatitzar les cançons i els vestits de Lawrence en lloc de la història, tan feble que el director Robert Florey havia amenaçat de renunciar a la meitat del rodatge. Descrit per un crític com a "floperetta", no va ser un èxit.
En 1932, va aparèixer en tres característiques: una adaptació de l'obra de Frederick Lonsdale No som tots? dirigit per Harry Lachman; Lord Camber's Ladies, produïda per Alfred Hitchcock, dirigida per Benn W. Levy, i co-protagonitzada per Gerald du Maurier; i No Funny Business amb Laurence Olivier. El 1935, va aparèixer a Mimi, basada en La Vie de Bohème. L'any següent va aparèixer davant de Charles Laughton i Elsa Lanchester a Rembrandt i coprotagonitzà amb Rex Harrison Men are not Gods, totes dues produïdes per Alexander Korda.
El paper més conegut de Lawrence al cinema nord-americà va ser el d'Amanda Wingfield, la mare de The Glass Menagerie (1950), que tant Bette Davis com Tallulah Bankhead havien buscat. El paper li va requerir que es posés encoixinat i afectés un accent del sud, i amics i crítics van posar en dubte la seva decisió d'acceptar-lo. Tennessee Williams, que va escriure l'obra, va pensar que el càsting de Lawrence era "un error desagradable" i, després de l'estrena de la pel·lícula, la va assenyalar com la pitjor adaptació de la seva obra que havia vist fins ara. Bosley Crowther del New York Times la va anomenar Amanda "una sacsejada exagerada amb el zel d'una comèdia burlesca" i "una imitació perfecta d'una Mama nerviosa en la comèdia domèstica". Richard Griffith, que va escriure sobre la seva actuació al Saturday Review, va dir e que "No és que des de Garbo hi hagi existit una eloqüència nua de la seva cara, amb el seu sorprenent joc de pensament i emoció."

## Televisió i ràdio
El dimarts a la nit del 7 de juny de 1938, el teatre de Broadway on es representava Susan and God es va fer fosc durant una nit perquè Lawrence i els seus companys de repartiment poguessin interpretar l'obra per a l'audiència de televisió emergent de la NBC, que aleshores consistia majoritàriament en "executius de la companyia" i "enginyers" de la companyia matriu RCA de la NBC, segons un reportatge de la revista Life de la històrica emissió de televisió. El nombre de receptors de televisió que podien recollir l'emissió, tots ells a la ciutat de Nova York o molt a prop, no va ser estimat per l'escriptor de la revista Life.
El text de l'article Life diu el següent sobre els pocs espectadors de Susan and God que no eren empleats per RCA: «... els aficionats [sic] interessats en la televisió actualment generalment construeixen els seus propis aparells receptors a casa.» (èmfasi afegit). En aquell moment, RCA encara no tenia un televisor ja construït disponible per a la seva compra en una botiga.
Els espectadors no empleats per RCA ni capaços de construir televisors es descriuen com a "crítics de drama i columnistes de ràdio" que "van presenciar la representació en diversos pisos per sobre dels estudis on" actuava el repartiment de Susan and God. L'escriptor de Life ha conegut l'edifici com a "New York's Radio City," pel que sembla 30 Rockefeller Plaza. Un títol per a una de les fotografies fixes de la retransmissió en directe indica que una vista de l'exterior de l'edifici "30 Rock" era la imatge final que els espectadors van veure mentre una veu en off la identificava com a origen de la emissió de televisió.
Moltes fotos fixes de la funció televisada en directe van aparèixer a l'article de Life, que es va publicar gairebé dues setmanes més tard a l'edició del 20 de juny de 1938. L'esdeveniment era digne de notícies perquè era la primera obra emesa en directe de tota la televisió. El text de l'article diu que la tecnologia requeria que els actors actuessin en un estudi de la 30 Plaça Rockefeller que els enginyers de RCA havien dissenyat, durant la construcció del gratacel cinc anys abans, per al mitjà de televisió previst. Les càmeres de televisió primitives i la il·luminació no podien funcionar correctament dins d'un teatre de Broadway.
El 1943, Lawrence va presentar una sèrie setmanal de programes de ràdio nord-americans, alguns d'ells amb debats amb convidats i altres adaptacions de pel·lícules d'èxit de Hollywood. El 1947, va tornar a NBC per a una producció de l'obra Shaw The Great Catherine de 1913 .
Per promocionar The King and I, Lawrence va aparèixer en diversos programes de televisió, entre ells, a Toast of the Town, presentat per Ed Sullivan, amb Rodgers i Hammerstein que es van unir a ella per realitzar seleccions del show.
A més, va aparèixer en diverses entrevistes de BBC Radio i en diversos programes abans i després de la Segona Guerra Mundial.

## Dificultats financeres
Al llarg de la seva vida adulta, excepte durant la Segona Guerra Mundial, Lawrence va gastar molt més del que va guanyar. Philip Astley l'havia persuadit a posar £1.000 en un fons fiduciari per a la seva filla, però, a banda d'això, no tenia cap estalvi propi. Durant el seu compromís amb Bert Taylor, va gestionar les seves finances i la va animar a invertir en les produccions en què va protagonitzar, però tot i que va guanyar una quantitat considerable de diners a Private Lives, encara va tenir un deute profund, en un moment donat per l'empresari de moda Hattie. Carnegie més de 10.000 dòlars. Va obrir comptes amb desenes de propietaris de botigues, però va suposar que tenia crèdits il·limitats i va prestar poca atenció a les factures que enviaven.
Finalment, dos propietaris de bugaderies londinencs, amb unes factures per un import inferior a 50 £, van presentar un escrit exigint que es declarés en fallida si no era capaç de resoldre els seus comptes i els assumptes financers de Lawrence van passar per la revisió del receptor oficial. El 26 de febrer de 1935, el Daily Mirror va informar que els seus actius estaven valorats en unes 1.879 £, però el seu passiu era de prop de 35.000 £, amb una quantitat addicional de 10.000 £ degudes al Inland Revenue dels seus ingressos als Estats Units.
Més tard, el 1935, el pis, els cotxes, la roba i la joieria de Lawrence van ser capturats pel "Tribunal de Fallides de Londres" (paraules que va fer servir per Associated Press), i Lawrence, la seva criada i el seu gos van ser obligats a traslladar-se a un pis propietat del seu agent. El 8 de novembre de 1935, acusada d '"extravagància bruta", se li va ordenar "pagar 50 £ setmanals amb els ingressos del seu compromís actual [club nocturn], i el 25 per cent de tot el que guanyava de qualsevol altra manera hauria de finalitzar el compromís, "segons el mateix informe de Associated Press.
Més tard es va descobrir que Lawrence tampoc mai no va pagar impostos nord-americans. La seva advocada Fanny Holtzmann va establir un acord pel qual es deduirien 150 dòlars del seu sou cada setmana que treballés als Estats Units fins que es va liquidar el seu deute tributari americà.
En negar-se a rebaixar el nivell de vida, va decidir fer feina al cinema durant el dia, aparèixer a l'escenari a la nit i actuar en cabarets de nit per donar suport als seus hàbits de despesa. Malgrat per la molèstia del seu agent, va comprar una casa de camp i una granja a Buckinghamshire, després la va deixar vacant mentre va romandre als Estats Units per a una estada llarga. Quan el seu agent va posar en dubte la saviesa d'aquest moviment, ella li va demanar que investigés el cost d'una instal·lació de la piscina a la propietat.

## Columbia University
«A principis de setembre [1951], va escriure Richard Aldrich, el vidu de Lawrence, va anunciar amb calma que havia acceptat un nomenament a la Facultat de la Universitat de Colúmbia, a l'Escola d'Arts Dramàtiques, de la qual el doctor Milton Smith era el seu director particular. La feina era dirigir la classe 107 a l'Estudi de papers i escenes. La classe es va reunir els dijous a la tarda al teatre Brander Matthews de Morningside Heights».
«Ensenyaré un curs avançat, no un elemental», va dir Aldrich a dir-ho el 1951. «El doctor Smith i jo hem analitzat tots els estudiants. Han tingut un treball preliminar en veu, dicció i pantomima. Molts d'ells ja treballen professionalment a la ràdio i la televisió. Però, més que això, si puc trobar una persona amb talent real i animar-la i formar-la, sentiré que he fet alguna cosa que valgui la pena».
The New York Times va informar el 28 de setembre de 1951 que Lawrence "va patir ahir un atac de pànic escènic i es va negar a deixar als periodistes observar-la en el seu nou paper de mestre a la Universitat de Colúmbia".
Va tornar a impartir la classe al semestre de 1952 a Columbia, aquesta vegada permetent a un fotògraf i fotògraf del New York Times assistir i fer fotos.

## The King and I

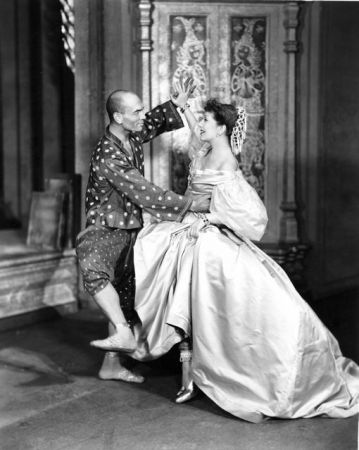
Yul Brynner i Gertrude Lawrence a The King and I

The King and I va començar quan, el 1950, l'administradora i l'advocada de Lawrence Fanny Holtzmann buscava una propietat nova per al seu client, Lawrence va anar a veure la pel·lícula Anna and the King of Siam amb la sogra i va demanar a Fanny Holtzmann que busqués l'adquisició dels drets sobre el llibre. Un agent de William Morris va enviar a Holtzmann una còpia del llibre de 1944 Anna and the King of Siam, de la seva clienta Margaret Landon. Lawrence va pensar que una versió musical seria millor. Lawrence volia que Cole Porter escrigués la partitura, però quan es va demostrar que no estava entusiasmat pel suggeriment, Lawrence va enviar el llibre a Richard Rodgers i Oscar Hammerstein II. Rodgers va desaparèixer inicialment perquè sentia que la capacitat vocal de Lawrence era limitada i que tenia tendència a cantar baix. Però es va adonar que la història tenia un gran potencial i els dos homes van acceptar escriure el que finalment es va convertir en The King and I
Es va estrenar a Broadway el març de 1951, i Lawrence va guanyar el Premi Tony a la millor actriu protagonista de musical per la seva actuació.
El seu triomf va ser de curta durada; la seva salut es va deteriorar ràpidament, obligant-la a faltar nombroses actuacions fins que finalment va ser hospitalitzada en la que seria la seva última malaltia. Mentre estava dormit al NewYork-Presbyterian Hospital, el divendres a la tarda, 5 de setembre de 1952, va ordenar a Holtzmann que s'organitzés perquè el nom de la co-estrella Yul Brynner s'afegís a la carpa del St. James Theatre, que fins llavors només incloïa el nom de Lawrence.

## Mort i funeral
El 16 d'agost de 1952, Lawrence va desmaiar-se de l'escenari immediatament després d'acabar una matinal de dissabte de The King and I. Després de "uns dies a casa", va escriure el seu marit Richard Aldrich, va ser ingressada al New York-Presbyterian Hospital per fer-ne proves. Els metges van dir que patia hepatitis i va ser ingressada en una habitació al 16è pis. El seu antic gendre, el doctor William G. Cahan, va recordar a les seves memòries del 1992 (aleshores era un expert mèdic reconegut mundialment sobre càncer) el que va passar després el 1952:
| « | Va ser ingressada a l'Hospital de Nova York [situat a l'altre costat de l'hospital on Cahan treballava amb el personal]. Els seus metges es van quedar perplexos amb el que es va descriure a la premsa com "un problema hepàtic" i van sospitar que podria tenir un càncer. En sentir això, i sense el coneixement de Gertrude, el seu marit em va consultar. Al no voler alarmar-la apareixent en persona (sabia, per descomptat, que per ara jo era un especialista en càncer), vaig enviar alguns dels meus companys com a consultors. També van quedar desconcertats i van ordenar una laparotomia exploratòria (operació abdominal). L'operació havia de tenir lloc a primera hora del dia [dissabte 6 de setembre], Dick Aldrich va trucar a [Cahan per telèfon]: Gertrude s'ha quedat en coma; si us plau, vindries a l'hospital immediatament? La vaig trobar envoltada d'interns que bombava frenèticament líquids intravenosos i estimulants. Quan em vaig inclinar sobre ella, ella va obrir els ulls per un segon o dos, em va mirar, i va fer una ganyota com dient: "Què fas tu aquí?" Pocs minuts després, va morir. Preocupat i curiós pel que li havia provocat la mort, vaig estar present a la seva autòpsia. Això va demostrar que tenia un càncer de fetge i abdomen molt estès, la font del qual mai es va aclarir. | » |

Segons el New York Times, 5.000 persones van omplir la intersecció entre East 55th Street i Fifth Avenue a Manhattan, mentre que altres 1.800, entre elles, Yul Brynner, el governador de Connecticut John Davis Lodge, Marlene Dietrich, Phil Silvers, Luise Rainer, Moss Hart i la seva dona. Kitty Carlisle, van omplir l'Església presbiteriana de la Cinquena Avinguda per al funeral de Lawrence. En el seu elogi, Oscar Hammerstein II citava d'un assaig sobre la mort escrit pel poeta i novel·lista Rabindranath Tagore. Lawrence va ser enterrada amb ela vestit de color xampany dissenyada per Irene Sharaff i usat per a l'escena "Shall We Dance?" del segon acte de The King and I, i va ser enterrada al panteó de la família Aldrich al cementiri de Lakeview a Upton, Massachusetts.
Va ser la primera persona per la qual es va atenuar els llums de les façanes a tots els teatres de Broadway en senyal de dol per la seva mort.

## Llegat
A principis de 1953, el nom de Lawrence va ser inclòs en una llista de professors de la Universitat de Colúmbia que havien mort l'any anterior i van ser honorats amb un servei de memòria i les banderes del campus van baixar a mig pal.
La biografia de Richard Aldrich de la seva difunta esposa es va convertir en best-seller a finals de 1954 i 1955, i la va comprar Marilyn Monroe a la llibreria de Nova York.
El biògraf de Lawrence Sheridan Morley va escriure el 1981 que durant els anys 1950, 1960 i 1970, «... la majoria de les petjades de Gertrude Lawrence ... van desaparèixer; va morir abans que la televisió hagués començat a immortalitzar els seus artistes en cinta (vídeo) abans que els programes de ràdio fossin enregistrava regularment i, tot i que hagués fet mitja dotzena de pel·lícules, les seves aparicions no es distingeixen majoritàriament i no deixen cap impressió clara de la brillantor que pot fer que els públics de teatre estiguessin encantats».
Julie Andrews va interpretar Lawrence al film biogràfic musical Star!estrenada als cinemes el 1968. Va basar-se en el període de la seva vida des dels seus dies com a aspirant a intèrpret desconegut fins al seu casament amb Richard Aldrich. Richard Crenna va aparèixer com a Aldrich. El veritable Aldrich, que als anys seixanta ja no treballava en el negoci d'entreteniment, va ser un consultor en la pel·lícula. Noël Coward va ser interpretat per Daniel Massey. Star! va ser un fracàs a taquilla. El seu fracàs va perjudicar la carrera cinematogràfica de Julie Andrews, que tres anys abans havia estat l'actriu de cinema més visible a tot el món.
The Glass Menagerie va ser l'única pel·lícula de Gertrude Lawrence que va tenir un èxit de taquilla i en la qual va treballar amb un estudi americà i un repartiment completament americà: Jane Wyman (Laura), Arthur Kennedy (Tom) i Kirk Douglas (The Gentleman Caller). El director va ser un anglès que va desenvolupar tota la seva carrera al cinema americà. No obstant això, la pel·lícula va aparèixer poques vegades a la televisió nord-americana fins al 1992. Durant aquest any, American Movie Classics el va revifar amb una introducció i un postscript del presentador del canal, Bob Dorian. Va proporcionar informació sobre Lawrence per a espectadors nord-americans que no estaven familiaritzats amb ella.
Janet McTeer va fer de Lawrence davant de Geraldine Somerville com Daphne du Maurier i Malcolm Sinclair com a Noël Coward a Daphne, un telefilm ficcionada que es va emetre per primera vegada per la BBC el 2007.
Tres anys després de la mort de Lawrence, la seva filla Pamela va donar a llum a Benn Clatworthy, del seu segon marit, l'escultor Robert Clatworthy. El primer dels tres nets de Lawrence, ara és un saxofonista tenor amb seu a Los Angeles. Els altres dos nets de Lawrence, Sarah Hunt i Tom Clatworthy, són residents al Regne Unit.

## Crèdits teatrals (seleccionat)
- Some (West End, 1916)
- Cheep! (West End, 1917)
- A to Z (West End, 1921)
- London Calling! (West End, 1923)
- Andre Charlot's Revue of 1924 (Broadway, 1924)
- Charlot Revue (West End, 1925)
- Charlot's Revue of 1926 (Broadway and US tour, 1925–26)
- Oh, Kay! (Broadway, 1926; West End, 1927)
- Treasure Girl (Broadway, 1928)
- Candle Light (Broadway, 1929)
- The International Review (Broadway, 1930)
- Private Lives (West End, 1930; Broadway, 1931)
- Behold, We Live (West End, 1932)
- Nymph Errant (West End, 1933)
- Tonight at 8.30 (UK tour, 1935; West End and Broadway, 1936; US tour, 1947; Broadway revival, 1948)
- Susan and God (Broadway, 1937; US tour, 1938)
- Skylark (US tour and Broadway, 1939)
- Lady in the Dark (Broadway, 1941)
- Errand for Bernice (US tour, 1944)
- Blithe Spirit (Hawaii, 1945)
- Pygmalion (Broadway, 1945; US tour, 1946)
- September Tide (UK tour and West End, 1948–49; Cape Cod, 1949)
- The King and I (Broadway, 1951)

## Filmografia
| Any  | Títol                 | Paper            | Notes      |
| ---- | --------------------- | ---------------- | ---------- |
| 1929 | The Battle of Paris   | Georgie          |            |
| 1932 | Aren't We All?        | Margot           |            |
| 1932 | Lord Camber's Ladies  | Lady Camber      |            |
| 1933 | No Funny Business     | Yvonne           |            |
| 1935 | Mimi                  | Mimi             |            |
| 1936 | Rembrandt             | Geertje Dirx     |            |
| 1936 | Men Are Not Gods      | Barbara Halford  |            |
| 1943 | La cantina del teatre | Ella mateixa     | Uncredited |
| 1950 | The Glass Menagerie   | Amanda Wingfield |            |

## Discografia
- A Bright Particular Star (Decca Records DL-74940)